# Pustynia Smoke Creek
Pustynia Smoke Creek – pustynia w północno-zachodniej Nevadzie w Stanach Zjednoczonych na północ od jeziora Pyramid i na zachód od Strefy Fox. Południowy kraniec znajduje się w Rezerwacie Indian Jezioro Pyramid.
Smoke Creek łączy się z Pustynią Black Rock na północnym wschodzie, pomiędzy Strefą Granite a Strefą Fox.